# Cypern i Eurovision Song Contest 2013
Cypern kommer att delta i Eurovision Song Contest 2013 i Malmö i Sverige. De kommer att representeras av Despina Olympiou med låten "An me thimase".

## Uttagning

### Inför
Den 29 oktober 2012 bekräftade CyBC sitt deltagande i tävlingen år 2013. Den 30 oktober, nästa dag, rapporterades det att CyBC hade bjudit in Yiorgos Papadopoulos, en sångare född i Nicosia, till att representera landet i nästa års tävling. Artisten skulle överväga förslaget men det kom inte att bli något av det. Den 28 november rapporterades det om att Cypern kanske skulle komma att dra sig ur tävlingen på grund av ekonomiska problem. Den 5 december bekräftade CyBC sitt deltagande på nytt efter att man vid ett möte dagen innan beslutat att delta trots allt.

### Internt val
Det dröjde dock till den 1 februari 2012 då CyBC meddelade att man internt hade valt ut sångerskan Despina Olympiou till att representera landet. Samtidigt meddelade man att låten som skulle framföras på grekiska, komponerad av Andreas Giorgallis och skriven av Xenon Zindili, skulle presenteras i mitten av februari. Den 7 februari meddelade CyBC att bidraget skulle presenteras live den 14 februari under TV-programmet Maz at RIK. Där avslöjades det som låten "An me thimase".

## Vid Eurovision
Cypern har lottats till att framföra sitt bidrag i den andra halvan av den första semifinalen den 14 maj 2013 i Malmö Arena.